# Antodice pudica
Antodice pudica är en skalbaggsart som beskrevs av Lane 1970. Antodice pudica ingår i släktet Antodice och familjen långhorningar.
Artens utbredningsområde är Panama. Inga underarter finns listade i Catalogue of Life.